# Róna J. László
Róna J. László (Budapest, 1953. április 11. –) magyar író, költő.

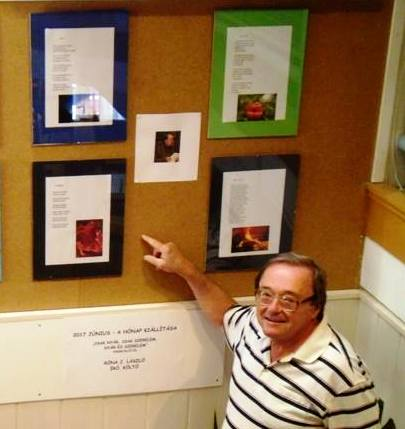
Készült a Dunaharaszti Városi Könyvtárban 2016-ban, a verskiállítása alkalmával

## Életpályája
Róna J. László (eredeti nevén: Rosmann László) 1953-ban született Budapest peremkerületében, Budatétényben. Szülei, Mezei Ilona és Rosmann László elváltak. 1966-ban édesanyjával beköltöztek a főváros józsefvárosi negyedébe. 1993-ban a Pest megyei Dunaharaszti településre költözött, ahol él jelenleg is.
Kora ifjúságától komoly érdeklődést mutat az irodalom iránt. Gyakran mondott és mond verset oktatási intézményekben és egyéb rendezvények keretében.
Első verse 1974-ben jelent meg az akkori kulturális hetilapban.
Igazi aktivitással 2006 óta alkot verset, prózát.
Városának megbecsült tagja, ápolja az irodalmi hagyományokat, írásai rendre megjelennek a helyi lapban, de publikál számos internetes irodalmi oldalon, nemzetközi lapban is.
Alkotói tevékenységét több díjjal és oklevéllel ismerték el.
Öt önálló novellás, valamint négy saját verseskötete jelent meg, de számtalan antológiában is publikálja műveit. 

## Megjelent könyvei
- 2013 - Estbe szőtt ködök (versek)
- 2013 - Hallgató csend (novellák)
- 2014 - Naplemente hajnala (versek)
- 2014 - Erkölcsszoba (novellák)
- 2015 - Isták presszója (egyperces prózák)
- 2015 - Túlélés keresztje (sci-fi, krimi novellák)
- 2017 - Egy csepp víz (versek)
- 2017 - Semmivé szédülve (szerelmes versek)
- 2020 - Nyolcak utcája (novella koszorú)
- 2022- Fényes sápadtság (vers-novellák)

## Antológiák
- 2011 - Reader's Digest Magazin
- 2012 - Minikönyvek Evokáció 1.
- 2012 - Minikönyvek Evokáció 2.
- 2012 - Emlékek 2012.
- 2012 - Napút 7. pálya
- 2013 - Őszidő 2013.
- 2013 - Enigmák
- 2013 - Mágia
- 2013 - Az én mesém 1.
- 2013 - Előhívás–Utóirat
- 2013 - Mesék szivárványországból
- 2014 - Anya
- 2014 - Ébredő idő zsebkönyv
- 2014 - Az én mesém 2.
- 2014 - Szerelem
- 2014 - Életmesék
- 2014 - Sokunk karácsonya
- 2015 - Életszilánkok
- 2018 - Kláris antológia
- 2019 - Gondolatrajzok
- 2020 - Délibáb antológia
- 2021 - Utak
- 2023 - Maradok Weöres antológia

## Tagja
- Cserhát Irodalmi Művészkör
- Kláris Irodalmi Kulturális Folyóirat
- Tollal.hu irodalmi portál
- Láncolat Irodalmi Műhely
- Héttorony irodalmi portál
- Versakadémia irodalmi portál
- Litera-Túra irodalmi portál
- Poet.hu irodalmi portál
- Dokk.hu Irodalmi Kikötő

## Díjak, elismerések
- Pipafüst Ir. oldal Verspályázat I. helyezett (2011.) -
- Pipafüst Ir. oldal Lírapályázat II-k helyezett (2011.) -
- Irodalmi Rádió Elismerő Oklevél (2011.) -
- Őszidő „2012” Díjazott Pályamunka (2012.) -
- Fővárosi Szabó Ervin Könyvtár Elismerő Oklevél (2013.) -
- Őszidő „2013” Kiemelten Díjazott Pályamunka (2013.) -
- Magyar Kultúra Napja Közönségdíj (2014.) -
- Életmesék Elismerő Oklevél (2014.) -
- Eötvös József Elismerő Oklevél (2014.) -

## Batsányi–Cserhát Művészkör Cserhát József Irodalmi Díj (2014.) -
- Adventi Gyertyalángok Különdíj (2014.) -
- Az én Mécs Lászlóm Elismerő Oklevél (2014.) -
- Szép szó országos II-ik helyezett Elismerő Oklevél (2015.) -
- Mécs László Anya kell Elismerő Oklevél (2015.) -
- Mécs László III-ik helyezett Elismerő Oklevél (2015.) -
- Mécs László Primavera Elismerő Oklevél (2015.) -
- Őszikék díj III-ik helyezés (2015.) -
- Batsányi–Cserhát Művészkör Fődíj (2015.) -
- Cserhát Művészkör Kulturális Fődíj (2016.) -
- Cserhát Művészkör Harmónia Irodalmi Díj (2017.) -
- Cserhát Művészkör Kassák Lajos Emlékdíj (2017.) -
- Baross Gábor Polgári Kör oklevél (2018.) -
- Cserhát Művészkör Irodalmi Fődíj (2018.) -
- Cserhát Művészkör Kiemelt Szépirodalmi Elismerés (2019.) -
- Cserhát Művészkör Költői Nagydíj (2020.) -
- Cserhát Művészkör Prózai Nívódíj (2021.) -
- Cserhát Művészkör Irodalmi Nívódíj (2022.) -